# Vista Hermosa kommun
Vista Hermosa är en kommun i Mexiko.   Den ligger i delstaten Michoacán de Ocampo, i den centrala delen av landet, 400 km väster om huvudstaden Mexico City.
Följande samhällen finns i Vista Hermosa:
- Vistahermosa de Negrete
- La Angostura
- Los Pilares